# 陳永鋭
陳 永鋭（ちん えいえい、チェン・ヨンルイ、英語: Chen Yongrui、2006年2月3日 - ）は、中華人民共和国の男子バドミントン選手。

## 経歴
2023年のアジアジュニア選手権に、同い年と胡珂源とのペアで出場。決勝に進出するも、同胞の馬尚 / 朱一珺にファイナルで敗れ準優勝となった。
2023年終盤からは、同い年の陳喆涵とペアを組む。
11月の韓国ジュニア・インターナショナルでは、準決勝で同胞2歳年下の陳俊廷 / 劉峻栄を破り、決勝で胡珂源 / 林祥毅に敗れて準優勝となった。
2024年3月のドイツ・ジュニアでは、決勝でカン・カイシン / アーロン・タイをストレートで破って優勝した。
2025年3月の瑞昌マスターズでは、世界ランク47位で第1シードのラーマット・ヒダヤット / イェレミア・ランビタンなどを破り、決勝では同世代ライバルの胡珂源 / 林祥毅を破って優勝。19歳にしてBWFワールドツアータイトル(スーパー100)獲得を達成した。